# Eyvind Johnson
Eyvind Olaf Verner Johnson (29 tháng 7 năm 1900 – 25 tháng 8 năm 1976) là nhà văn Thụy Điển. Ông đã đoạt Giải văn học của Hội đồng Bắc Âu năm 1962 và được trao giải Nobel Văn học năm 1974 cùng với Harry Martinson.

## Tiểu sử
Eyvind Johnson xuất thân trong một gia đình thợ nề nghèo có sáu người con ở vùng mỏ miền Bắc Thụy Điển. Năm 1904 cha của Johnson bị bệnh, ông được chị chăm sóc rồi đi ở với bố mẹ nuôi. Năm 13 tuổi ông phải bỏ học, làm rất nhiều nghề khác nhau để kiếm sống: thợ xẻ gỗ, thợ làm gạch, bán vé rạp chiếu phim, nhà thiết kế dự án, phụ thợ điện, thợ máy nước... Khi làm thư ký công đoàn ở nhà máy chế biến gỗ, ông đã tổ chức một cuộc bãi công và bị đuổi việc. Năm 1919 Johnson đến Stockholm hoạt động công đoàn, chính trị. Năm 1921 ông tới Đức, Anh, Pháp; ở những nơi này ông sống bằng nghề viết báo, viết văn. Năm 1924 Johnson in tập truyện ngắn đầu tiên De fyra främlingarna (Bốn kẻ lạ mặt), tiếp đó là hàng loạt tiểu thuyết, tập truyện khác ra đời. Năm 1930 ông trở về Thụy Điển khi đã trở thành nhà văn danh tiếng. Ông sáng tác nhiều tiểu thuyết mang khuynh hướng chủ nghĩa xã hội, sử dụng bút pháp hiện đại, nắm bắt trực tiếp thực tế lịch sử của thời đại.
Di sản văn học của Eyvind Johnson để lại gồm 46 cuốn sách, trong đó có 30 tiểu thuyết, một số cuốn mang tính tự thuật viết về những gian truân thời trẻ. Tiểu thuyết nổi tiếng nhất của Johnson là Strändernas svall (Sóng biển). Trong tác phẩm này Johnson đã sử dụng cốt truyện trường ca của Homer để phân tích những giá trị và những vấn đề của thế kỉ 20, chứng minh chân lý vốn tồn tại từ xưa: trải qua nhiều thay đổi, sự vật luôn có xu thế trở về với chính mình. Từ cuối thập niên 1940, Johnson đi nhiều nước ở châu Âu với tư cách là đại diện UNESCO của Thụy Điển. Năm 1951 ông đoạt Giải Dobloug. Năm 1953 ông nhận bằng tiến sĩ danh dự của Đại học Goteborg. Năm 1957 ông trở thành thành viên Viện Hàn lâm Thụy Điển, năm 1962 ông nhận giải thưởng văn học của Hội đồng Scandinavia. Năm 1974 ông được trao giải Nobel cùng người đồng hương Harry Martinson. Ông mất ở Stockholm năm 1976.

## Tác phẩm
- De fyra främlingarna (Bốn kẻ lạ mặt, 1924), tập truyện ngắn
- Timans och rättfärdigheten (Timan và công lý, 1925), tiểu thuyết
- Stad i ljus (Thành phố trong ánh sáng, 1928), tiểu thuyết
- Stad i mörker  (Thành phố trong bóng tối, 1927), tiểu thuyết
- Minnas (Nhớ về, 1928), tiểu thuyết
- Kommentar till ett stjärnfall (Bàn về áng sao rơi, 1929), tiểu thuyết
- Arvsked till Hamlet (Giã từ Hamlet, 1930), tiểu thuyết
- Natten är här (Đêm nơi đây, 1932), tập truyện ngắn
- Bobinack (1932), tiểu thuyết
- Regn i gryningen (Mưa ban mai, 1933), tiểu thuyết
- Romanen om Olof (Tiểu thuyết Olof):
  - Nu var det 1914 (Đó là năm 1914, 1934), tiểu thuyết
  - Här har du ditt liv! (Đây là cuộc sống của bạn, 1935), tiểu thuyết
  - Se dig inte om! (Đừng ngoảnh lại, 1936), tiểu thuyết
  - Slutspei i ungdomen (Trò chơi cuối cùng của tuổi trẻ, 1937), tiểu thuyết
- An en gang, kapten (Thêm một lần nữa, đại úy, 1934), tập truyện
- Nattövning (Học đêm, 1938), tiểu thuyết
- Soldatens återkomst (Tái ngũ, 1940)
- Den trygga världen (Thế giới an toàn, 1940)
- Krilon romanren (Tiểu thuyết của Krilon, 1941-1943) tiểu thuyết bộ ba gồm:
  - Grupp Krilon (Nhóm Krilon, 1941)
  - Krilons resa (Hành trình của Krilon, 1942)
  - Krilon själv' (Đích thân Krilon, 1943)
- Strändernas svall (Sóng biển, 1946), tiểu thuyết
- Dagbok från Schweiz (Nhật ký Thụy Sĩ, 1949)
- Drömmar om rosor och eld (Những giấc mơ của hoa hồng và lửa, 1949), tiểu thuyết
- Lägg undan solen (Nơi mặt trời mọc, 1951)
- Romantisk berättelse (Truyện tình lãng mạn, 1953)
- Tidens gång (Kế hoạch thời gian, 1955)
- Vinterresa i Norrobtten (Hành trình mùa đông ở Norrbotten, 1955)
- Molnen över Metapontion (Những đám mây vùng Metapontion, 1957), tiểu thuyết
- Vägar över Metaponto - en resedagbok (Đường tới Metaponto - Nhật ký hành trình, 1959)
- Hans Nådes tid (Những ngày cuối cùng của đức ngài, 1960)
- Spår förbi Kolonos - en berättelse (Những dấu tích qua vùng Kolonos, 1961), truyện
- Livsdagen lång (Cuộc sống trường thọ, 1964)
- Favel esam (Favel cô độc, 1968)
- Resa i hösten 1921 (Hành trình mùa thu năm 1921, 1973)
- Några steg mot tystnaden (Tiểu thuyết về những người tù, 1973)